# John Boyd (Schauspieler)
John H. Boyd (* 22. Oktober 1981 in New York City, New York) ist ein US-amerikanischer Schauspieler.

## Leben
John Boyd ist der Sohn des Schauspielerehepaars Guy und Sissy Boyd sowie der Bruder von Pauline Boyd.
Nach einigen Gastauftritten in Fernsehserien sowie in Filmen erlangte John Boyd 2010 seine erste Hauptrolle in der achten Staffel der Echtzeitserie 24 neben Kiefer Sutherland. 2013 folgte ein längerer Handlungsbogen in Touch sowie 2014 einer in The Carrie Diaries. 2014 bis 2017 war er als James Aubrey in der Fox-Serie Bones – Die Knochenjägerin zu sehen.

## Filmografie (Auswahl)
- 2005: Bettie Page: Begehrt und berüchtigt  (The Notorious Bettie Page)
- 2005, 2006: Law & Order (Fernsehserie, 2 Folgen)
- 2006: Das Mädchen aus dem Wasser (Lady in the Water)
- 2008: Fringe – Grenzfälle des FBI (Fringe, Fernsehserie, Folge 1x07)
- 2009: Zeit der Trauer (The Greatest)
- 2010: 24 (Fernsehserie, 24 Folgen)
- 2011: Suits (Fernsehserie, Folge 1x02)
- 2012: Argo
- 2013: Touch (Fernsehserie, 4 Folgen)
- 2014: The Carrie Diaries (Fernsehserie, 2 Folgen)
- 2014–2017: Bones – Die Knochenjägerin (Bones, Fernsehserie, 56 Folgen)
- 2017: Wonderstruck
- 2018: Peppermint: Angel of Vengeance (Peppermint)
- seit 2019: FBI (Fernsehserie)
- 2020: FBI: Most Wanted (Fernsehserie, 1 Folge)
- 2023: FBI: International (Fernsehserie, 1 Folge)